# Spettroscopia dei transitori di livello profondo
La spettroscopia dei transitori di livello profondo o DTLS (dall'inglese Deep-Level Transient Spectroscopy) è una tecnica utilizzata per rilevare le impurità elettricamente attive (trappole) nei semiconduttori. 
La tecnica si basa sulla misura dei transitori della capacità differenziale nelle zone di carica spaziale delle giunzione p-n o delle giunzioni Schottky. I transitori capacitivi sono la conseguenza di generazioni-ricombinazioni che avvengono negli strati profondi (deep levels) e vengono provocati sostanzialmente usando degli impulsi ripetitivi. A seconda della polarizzazione usata per l'impulso (inversa o diretta) si possono evidenziare sia le impurità dei portatori di maggioranza che quelle dei portatori di minoranza.
Gli impulsi vengono generati periodicamente e in corrispondenza viene misurato il transitorio capacitivo, o meglio la sua costante di tempo, in funzione della temperatura. Durante l'analisi, la temperatura viene fatta aumentare in modo costante e lento rispetto alla frequenza di ripetizione degli impulsi (ossia l'incremento di temperatura ΔT è trascurabile rispetto al periodo T0 di ripetizione degli impulsi). Questo meccanismo consente di evidenziare picchi di capacità in funzione della temperatura. Ripetendo la misura con periodi di impulsi differenti e correlando i vari risultati è possibile dedurre l'energia di attivazione di una trappola e la corrispondenze concentrazione di impurità.
Il metodo è stato sviluppato originariamente nel 1974 da David Vern Lang dei Bell Laboratories e brevettato nel 1975 (US3859595).